# بهمن کامل
بهمن کامل (زادهٔ ۱۹ ژانویهٔ ۱۹۸۶) یک بازیکن فوتبال اهل ایران است.
بهمن کامل فوتبال خود را از جوانان باشگاه فوتبال ماشین‌سازی تبریز آغاز کرده و پس از درخشش در تیم‌های پایه این تیم در دهه هشتاد خورشیدی به تیم بزرگسالان ماشین سازان پیوست.
مدیران دیگر باشگاه فوتبال تبریز (تراکتورسازی) خواهان به خدمت گرفتن وی بودند اما بهمن کاملی از حضور در تیم تراکتور سر باز زد و پس از افول تدریجی ماشین‌سازی در پی برون رانده شدن این باشگاه ریشه دار و مردمی از بستر کارخانه جات ماشین‌سازی و سرانجام بی‌پناهی و بی‌پولی و سقوط سبزجامگان فوتبال آذربایجان به رقابتهای لیگ دسته ۲ فوتبال کشور، بهمن کامل با پیشنهاد تیم فوتبال نفت تهران به عنوان بازیکن مدافع به زردپوشان پایتخت پیوست و با با درخشش در قامت مدافع تیم فوتبال نفت تهران مدیران تیم فولاد اهواز بهمن کاملی را به این تیم پرآوازه خوزستانی انتقال دادند.